# Hope (Derbyshire)
Hope è un villaggio e parrocchia civile dell'Inghilterra, appartenente alla contea del Derbyshire.

## Storia
Le prime tracce di frequentazione umana risalgono al mesolitico. Nel 1877 fu rinvenuta un'ascia di pietra del neolitico, ora esposta al Bolton Museum.
Il villaggio è vicino al Mam Tor. Furono scoperti resti umani e urne dell'età del bronzo e un possibile tumulo vicino alla cima di Lose Hill. Un tumulo dell'età del bronzo chiamato "The Folly", con un diametro di 23 m, si trova vicino Pindale Road.
Tracce di una strada romana (Batham Gate) e di un forte romano (Navio) si trovano nel vicino villaggio di Brough-on-Noe: molti reperti sono esposti nel Buxton Museum.
Nel periodo anglosassone si mantenne semplicemente il nome del "forte" che divenne appunto "Brough". Mentre "Hop" significava "piccola valle chiusa" e venne registrato dal 926 al 1086 nel Domesday Book.